# 扬·奥托松
扬·奥托松（瑞典語：Jan Ottosson，1960年3月10日—），瑞典男子越野滑雪运动员。他曾代表瑞典参加1984年、1988年、1992年和1994年冬季奥林匹克运动会越野滑雪比赛，共获得二枚金牌。